# Rote Annalen
| Tibetische Bezeichnung                              |
| --------------------------------------------------- |
| Tibetische Schrift: དེབ་ཐེར་དམར་པོ                     |
| Wylie-Transliteration: deb ther dmar po             |
| Aussprache in IPA: [tʰèpteː máːpo]                  |
| Offizielle Transkription der VRCh: Têbdêr Marbo     |
| THDL-Transkription: Depter Marpo                    |
| Andere Schreibweisen: Thepther Marpo, Depther Marpo |
| Chinesische Bezeichnung                             |
| Traditionell: 《紅史》、《紅冊》                    |
| Vereinfacht: 《红史》、《红册》                     |
| Pinyin:Hóngshǐ, Hóngcè                              |

Die Roten Annalen, auch „Rotes Buch“ genannt, sind eine um die Mitte des 14. Jahrhunderts entstandene Darstellung der Geschichte der Welt aus dem Blickwinkel eines Fürsten der zentraltibetischen Region Tshel Gungthang. 
Zu den Hauptländern dieser Welt zählten Indien, die Mongolei, das Tanguten-Reich, China und Tibet. Letzterem ist der größere Teil dieses Geschichtswerkes gewidmet. 
Wegen der Einbettung der Geschichte Tibets in die Darstellung einer Geschichte der damals bekannten Welt markiert dieses Werk einen Umbruch in der Geschichtsschreibung des tibetischen Mittelalters.

## Autor
Der Autor der Roten Annalen, der Tshelpa Künga Dorje (tib.: tshal pa kun dga' rdo rje; 1309–1364), war der 10. weltliche Herrscher bzw. Regent (tib.: dpon-sa) der zentraltibetischen Region Tshel Gungthang (tib.: tshal gung thang), die sich schon vor seiner Zeit zu einer der 13 Zehntausendschaften Tibets unter der Herrschaft Sakyas entwickelt hatte. Er war ein Nachfahre der bedeutenden mGar-Adelsfamilie, deren Angehörige schon zur Zeit der Yarlung-Dynastie bedeutende Ministerämter innehatten. 
Tshelpa Künga Dorje wurde 1309 als Sohn des Mönlam Dorje (tib.: smon lam rdo rje), des 9. Regenten von Tshel Gungthang, geboren. 1323, in seinem 15. Lebensjahr, wurde er als Regent (tib.: khri dpon) der Zehntausendschaft Tshel Gunthang inthronisiert. Ein Jahr später, 1324, reiste er nach China, um sich von Kaiser Yesun Timur Khan der Yuan-Dynastie in seinem Amt bestätigen zu lassen. 
Zu seinen wichtigsten Aktivitäten gehört die Kompilation einer neuen Ausgabe des buddhistischen Kanons (tib.: bka'-'gyur), die unter der Bezeichnung Tshelpa Kanjur bekannt wurde. Diese Werksammlung, die unter der Beteiligung des berühmten Gelehrten Butön Rinchen Drub erstellt wurde, umfasste 260 in Gold- und Silberschrift geschriebene Bände.
Im Jahre 1346 begann Tshelpa Künga Dorje mit der Abfassung des Geschichtswerkes Rote Annalen, welchem er selbst nicht den tibetischen Titel Deb-ther dmar-po, sondern den mongolischen Titel Hu-lan deb-ther gab. 1352 wurde seine Zehntausendschaft Tshel Gungthang von dem Phagmo-Drupa-Herrscher Changchub Gyeltshen (tib.: byang chub rgyal mtshan) erobert. Damit wurde die Regentschaft von Tshelpa Künga Dorje beendet. Er dankte ab und trat in den Mönchsstand ein, wobei er den neuen Namen Gewe Lodrö (tib.: dge ba'i blo gros) annahm. 
Letztendlich wurden die Roten Annalen erst im Jahr 1363 fertiggestellt.
Zu den wichtigen literarischen Werken des Tshelpa Künga Dorje alias Gewe Lodrö zählen außerdem die Weißen Annalen, ein Katalog des Tshelpa Kanjur.

## Inhalt
Der erste Hauptteil der Roten Annalen beginnt mit einer Darstellung der Genealogie mythischer indischer Könige, an die sich die Darstellung der Lebensgeschichte des historischen Buddha anschließt. Nach Betrachtungen über die Weiterüberlieferung der buddhistischen Lehre findet sich eine Genealogie historischer indischer Könige. In den anschließenden Erörterungen der Geschichte Chinas wird ein eigenes umfangreiches Kapitel den politischen Beziehungen zwischen China und Tibet während der Tang-Dynastie gewidmet.
Auf die Darstellung der Geschichte der Herrscher des Tanguten-Reiches und der Mongolen folgt die Darstellung der Geschichte der tibetischen Yarlung-Dynastie. Der erste Hauptteil endet mit einer Darstellung der Geschichte der Thronhalter von Sakya (Sakya Thridzin) und deren Regenten (tib.: dpon-chen) während der Zeit der Yuan-Dynastie.
Der zweite weitaus umfangreichere Teil der Roten Annalen beschäftigt sich mit der Ausbreitung des Buddhismus in Tibet nach der Wende zum zweiten Jahrtausend n. Chr. und behandelt im Wesentlichen die Schulen der Kadampa und der Kagyüpa. 

## Bedeutung als Geschichtswerk
Die Roten Annalen gelten als bedeutendes historisches Werk, das die Entstehung weiterer historischer Werke beeinflusste. Im Jahr 1538 schrieb Penchen Sönam Dragpa (tib.: pan chen bsod nams grags pa; 1478–1554), der 15. Abt von Ganden, die Neuen Roten Annalen, die als Fortsetzung der Roten Annalen konzipiert waren und zum Teil auch die Geschichte Chinas, Indiens und Śambhalas behandeln.

## Ausgaben
- དུང་དཀར་བློ་བཟང་འཕྲིན་ལས (Hg.): དེབ་ཐེར་དམར་པོ་རྣམས་ཀྱི་དང་པོ་ཧུ་ལན་དེབ་ཐེར (Beijing, མི་རིགས་དཔེ་སྐྲུན་ཁང / Mínzú chūbǎnshè 民族出版社 1981).

## Übersetzungen
- Chén Qìngyīng 陈庆英, Zhōu Rùnnián 周润年 (Übers.): Hóng shǐ 红史 (Lhasa, བོད་ལྗོངས་མི་དམངས་དཔེ་སྐྲུན་ཁང / 西藏人民出版社 1988), ISBN 7223000147 (Online; PDF-Datei; 874 kB).
- Mitsushima Tatasu 光嶌 督 (Übers.): Bonkyō Ramakyō shiryō ni yoru Toban no kenkyū ボン教・ラマ教史料による吐蕃の研究 (Tokyo, Seibundō 成文堂 1985), ISBN 9784792370121.
- Inaba Shōju 稲葉正就, Satō Hisashi 佐藤 長 (Übers.): Furan teputeru (hu-lan deb-ther). Chibetto nendaiki フゥラン テプテル (hu-lan deb-ther) チベット年代記 (Kyoto, Hōzōkan 法蔵館 1964).